# Perissolestes remus
Perissolestes remus är en trollsländeart som beskrevs av Kennedy 1941. Perissolestes remus ingår i släktet Perissolestes och familjen Perilestidae. Inga underarter finns listade i Catalogue of Life.